# 伯頓島冰川
伯頓島冰川（英語：Burton Island Glacier），是南極洲的冰川，位於威廉二世地，長13公里、寬17公里，最終在科森角以西注入波薩多夫斯基灣，根據美國海軍拍攝的空中照片繪入地圖，現時由南極條約體系管理。